# Riccia junghuhniana
Riccia junghuhniana là một loài rêu trong họ Ricciaceae. Loài này được Nees & Lindenb. mô tả khoa học đầu tiên năm 1846.
Danh pháp khoa học của loài này chưa được làm sáng tỏ. 